# غارات أغسطس 2011 على الحدود بين تركيا والعراق
في 17 أغسطس 2011، شنت القوات المسلحة التركية غارات متعددة على معسكرات حزب العمال الكردستاني المتمركزة في العراق، وضربت 132 هدفًا. قصف الجيش التركي أهداف حزب العمال الكردستاني في شمال العراق خلال ستة أيام من الغارات الجوية، وفقًا للأركان العامة.

## خلفية
في جنوب شرق تركيا في الفترة ما بين يوليو أغسطس، تم قتل ما يقرب من 40 شخص من أفراد الأمن الأتراك من قبل حزب العمال الكردستاني. شن الجيش التركي غارات ردا علي سلسلة هجمات حزب العمال الكردستاني.

## عملية الانتقام التركية
نصب مقاتلو حزب العمال الكردستاني كمينا لقافلة القوات وقتلوا تسعة جنود، قبل العملية بيوم. في الأيام الستة الأولى من الغارات الجوية، هاجم سلاح الجو التركي 132 هدفًا لحزب العمال الكردستاني في شمال العراق، مما أدي إلي مقتل 90 إلى 100 مسلح. ومع ذلك، لا يمكن تأكيد أرقام الخسائر بشكل مستقل. ووفقًا لتصريحات الجيش التركي، أصيب 80 مسلحًا في العمليات التي أصابت 73 مأوى وثمانية متاجر وتسعة مواقع للدفاع الجوي.

### الهجمات المتتالية
تم قصف 349 هدفا في مناطق جبل قنديل، هاكورك، أفاسين-باسيان، زاب ومتينا بالمدفعية. بالإضافة إلى 132 من مواقع حزب العمال الكردستاني التي استهدفتها القوات الجوية التركية، في فبراير 2012، أعلن الجيش التركي أن الطائرات التركية قصفت أهداف حزب العمال الكردستاني في شمال العراق لكنها لم تقدم تفاصيل.

## النتائج
في صباح يوم 28 أغسطس، أصيب ستة أشخاص علي شاطئ أنطاليا بتركيا، عند انفجار متفجرات مدفونة في الرمال. كانت صقور حرية كردستان قد هددوا في السابق بشن هجمات تستهدف المدنيين والسياح. بحسب صحيفة زمان اليوم، كان حزب العمال الكردستاني مسؤولاً عن القصف.
في 24 سبتمبر 2011، زعم حزب العمال الكردستاني مقتل 4 مسلحين. ومقتل 4 مسلحين إضافيين في 28 سبتمبر 2011، على الرغم من الادعاء الأولي بأنه لم يتم قتل أي مسلحين.

### العملية الإيرانية
بعد أيام من إعلان تركيا أن غاراتها الجوية قتلت ما يصل إلى 160 مسلحًا داخل الأراضي العراقية. بدأت إيران حملة عسكرية جديدة ضد المتمردين الأكراد على الحدود مع العراق، قالت إيران إنها قتلت العشرات من أعضاء حزب الحياة الحرة الكردستاني، فرع من حزب العمال الكردستاني في تركيا.

## الردود
نفى حزب العمال الكردستاني مزاعم الجيش التركي بشأن عدد المسلحين القتلى، وقال إن عدد المسلحين الذين أطلق سراحهم من قبل الجيش كان «ملفقة لا أساس لها». وقال أحمد ديني المتحدث باسم حزب العمال الكردستاني إن ثلاثة مقاتلين قتلوا خلال غارات أولية على محافظة دهوك في شمال العراق. برهم أحمد حمه رشيد، عمدة بلدة رانية، والمسؤولين في شمال العراق، ادعى أن عائلة من سبعة أشخاص قتلوا على يد الجيش التركي يوم الأحد. بحسب رشيد، كان من بين القتلى رضيع يبلغ من العمر 3 أشهر. وقال كاردو محمد، عضو البرلمان الكردي العراقي، إن «القصف يشكل خرقًا للاتفاقيات والاتفاقيات الدولية بين البلدين».

### الاحتجاجات الكردية
في يوم الأحد تظاهر 2000 شخص في بلد رانية حيث تم دفن الضحايا. وحدث احتجاج آخر علي هكاري، توفي عضو في الحزب من أجل الديمقراطية الشعبية كان يحتج على الهجوم الجوي.

## وصلات خارجية
- غارات أغسطس 2011 على الحدود بين تركيا والعراق- رويترز.
- من خسر الحرب؟